# 鄺美璇
鄺美璇（英語：Kwong Maisie Jenny，1996年7月25日—），香港息影女藝人及《2020年度香港小姐競選》五強暨友誼小姐，曾為無綫電視經理人合約藝員。

## 簡歷

### 早年生活
鄺美璇早年讀加拿大多倫多Bishop Strachan School，後於英國倫敦政治經濟學院畢業。畢業後曾任銀行客戶助理。

### 參加選美及發展
鄺美璇於2020年參加該年度的《香港小姐競選》，更晉級五強，最後在同年8月30日決賽中奪得友誼小姐。2020年9月初成為經理人合約藝員，惟一直未獲准拍攝任何劇集，因此她已於卸任友誼小姐後離開無線，及即將於2022年與圈外男友結婚。

## 演出作品

### 網上直播節目
| 首播年   | 節目名                                 | 備註     |
| 無綫電視 |                                        |          |
| 2020年   | 《2020香港小姐競選》 — 第一輪網上面試  | 參賽者   |
| 2020年   | 2020香港小姐競選 — 港姐現真身面試      | 參賽者   |
| 2020年   | 2020香港小姐競選 — 第二輪面試          | 參賽者   |
| 2020年   | 2020香港小姐競選 — 公布18強入圍名單    | 參賽者   |
| 2020年   | 《STAY HOME·見營養師》                 | 參賽者   |
| 2020年   | 《Queen of Posing》                    | 參賽者   |
| 2020年   | 《我和港姐有個約會》                   | 參賽者   |
| 2020年   | 《決賽佳麗誕生》                       | 參賽者   |
| 2021年   | 《2021香港小姐競選》「全球招募」記者會 | 固定演出 |

### 綜藝節目
| 首播        | 節目名                              | 備註                  |
| 無綫電視    |                                     |                       |
| 2020年      | 《我和港姐有個約會》                | 參賽者                |
| 2020年      | #後生仔傾吓偈                         | 參賽者                |
| 2020年      | 《港姐有問題》                      | 參賽者                |
| 2020年      | 《港姐見工有問題》                  | 參賽者                |
| 2020年      | 2020年度香港小姐競選決賽            | 參賽者                |
| 2020年      | #後生仔睇完港姐傾吓偈                 | 參賽者                |
| 2020年      | 萬千星輝賀台慶                      | 固定演出              |
| 2020年      | 歡樂滿東華2020                      | 固定演出              |
| 2020-2021年 | 姊妹淘                              | 第169、185、186集嘉賓 |
| 2021年      | 萬千星輝頒獎典禮2020                | 列席者                |
| 2021年      | 金牛獻瑞賀新禧                      | 固定演出              |
| 2021年      | We Miss Hong Kong香港小姐競選準決賽 | 嘉賓                  |
| 2021年      | 2021年度香港小姐競選決賽            | 頒獎嘉賓              |
| 2022年      | 2022年度香港小姐競選                | 固定嘉賓              |

## 曾獲獎項與提名
| 年份   | 獎項                                             | 結果 |
| 2020年 | 2020年度香港小姐競選 「友誼小姐」                | 獲獎 |
| 2020年 | 2020年度香港小姐競選 智慧女皇（Queen of Wisdom） | 獲獎 |
| 2020年 | 全港時尚專業女性                                 | 獲獎 |

## 外部連結
- 鄺美璇的Instagram帳戶
- 2020香港小姐競選 - 5號　鄺美璇 Maisie Kwong - 佳麗檔案 - tvb.com （页面存档备份，存于）

| 前任： 陳熙蕊 | 香港小姐競選友誼小姐 2020年 | 繼任： 邵初 |